# Capnokyma
Capnokyma är ett släkte av svampar. Capnokyma ingår i familjen Euantennariaceae, ordningen Capnodiales, klassen Dothideomycetes, divisionen sporsäcksvampar och riket svampar.
|           | Antennatula                           |
|           |                                       |
|           | Euantennaria                          |
|           |                                       |
| Capnokyma | \| \| Capnokyma corticola \| \| \| \| |
|           | \| \| Capnokyma corticola \| \| \| \| |
|           | Strigopodia                           |
|           |                                       |
|           | Hormisciomyces                        |
|           |                                       |
|           | Hormisciella                          |
|           |                                       |
|           | Trichothallus                         |
|           |                                       |
|           | Rasutoria                             |
|           |                                       |
|           | Trichopeltheca                        |
|           |                                       |
|           | Plokamidomyces                        |
|           |                                       |
|           | Capnokyma corticola                   |
|           |                                       |

|  | Capnokyma corticola |
|  |                     |